# Формигаш (Азорские острова)
Фо́рмигаш (порт. Ilhéus das Formigas) — название группы скал в составе Азорского архипелага (Португалия).

## Общие данные
Находится в северной части Атлантического океана. Состоит из 8 маленьких скалистых островов общей площадью 0,9 га. Островки находятся в 37 км к северо-востоку от острова Санта-Мария и 100 км к югу от острова Сан-Мигел. Возвышается на 11 метров над уровнем моря.
В конце XIX века на острове построен маяк. С 4 апреля 1988 года Формигаш имеет статус природного заповедника.